# وادي الصفا الشرقي
وادي الصّفا الشّرقي هي قرية صغيرة، تقعُ في قضاء بعلبك.
جاء في كتاب «موسوعة قرى ومدن لبنان»: «تسكنها أسرتا جمال الدين وحيدر الشيعيّتان وتستثمران أراضيها في زراعة الحنطة والحبوب. عدد أهاليها المسجّلين قرابة 190 نسمة منهم نحو 70 ناخبا. إسمها منسوب إلى نبع الصفا البقاعيّ. مختارها المنتخب 1998 حسين قاسم جمال الدين. مياه الشفة من ينابيعها وآبارها. الكهرباء من الليطاني. محكمة ودرك وبريد بعلبك».